# Pinus attenuata
Pinus aristata é uma espécie de pinheiro originária do Novo Mundo. Faz parte do grupo de espécies de pinheiros com área de distribuição no Canadá e Estados Unidos (com excepção das áreas adjacentes à fronteira com o México).
Extrai-se madeira e uso comercial do pinhão.